# Alena Ovčačíková
Alena Ovčačíková (2. května 1956 Olomouc – 24. května 2017 Olomouc) byla česká spisovatelka a politička moravské národnosti. Po sametové revoluci byla poslankyní Sněmovny národů Federálního shromáždění za HSD-SMS. Později byla aktivistkou moravistických stran a organizací. Ve sněmovních volbách roku 2010 a v krajských volbách roku 2012 byla zapsána na kandidátce Dělnické strany sociální spravedlnosti v Olomouckém kraji.

## Biografie
Narodila se a žila v Olomouci. Vystudovala historii na FF Univerzity Palackého v Olomouci. Měla tři děti. Do roku 1989 pracovala jako odborná pracovnice ve Státní vědecké knihovně v Olomouci.
Ve volbách roku 1990 byla zvolena za Hnutí za samosprávnou demokracii - Společnost pro Moravu a Slezsko do české části Sněmovny národů (volební obvod Severomoravský kraj). HSD-SMS na jaře 1991 prošlo rozkolem, po němž se poslanecký klub rozpadl na dvě samostatné skupiny. Ovčačíková proto v květnu 1991 přestoupila do klubu Hnutí za samosprávnou demokracii - Společnost pro Moravu a Slezsko 2, k březnu 1992 se uvádí jako členka předsednictva Hnutí sociální spravedlnosti. Ve Federálním shromáždění setrvala do voleb roku 1992. Byla předsedkyní sociálního výboru Sněmovny národů a předsedkyní poslaneckého klubu. Spolu s Josefem Peclem byla iniciátorkou vzniku radikálního moravistického subjektu Moravského a Slezského informačního centra.
Ve volbách do Poslanecké sněmovny roku 1996 neúspěšně kandidovala za Stranu demokratické levice, na 15. místě volební kraj Severomoravský. V komunálních volbách roku 1998 neúspěšně kandidovala do zastupitelstva Olomouce za Hnutí samosprávné Moravy a Slezska – Moravské národní sjednocení. V roce 2000 se od ní distancovalo Hnutí samosprávné Moravy a Slezska – Moravské národní sjednocení, v němž tehdy působila jako místopředsedkyně. Ovčačíková se totiž jménem své domovské strany připojila k alianci Sjednocená fronta a stala se její předsedkyní, přičemž Sjednocená fronta byla radikální formací, na jejímž vzniku se podílela ultralevicová stalinistická skupina okolo Ludvíka Zifčáka. I poté, co byla vyloučena z HSMS-MNSj se snažila politicky angažovat, ve volbách do Poslanecké sněmovny 2002 kandidovala jako členka Strany za životní jistoty za tuto stranu na druhém místě kandidátky v Olomouckém kraji.
I pak se aktivně věnovala otázkám postavení Moravy a moravské národnosti, ale především na sebe upozorňovala soustavným přebíháním mezi různými politickými subjekty. V roce 2010 se uvádí jako místopředsedkyně strany Moravané. V českých parlamentních volbách 2010 (údajně jako členka strany Moravané) kandidovala neúspěšně na kandidátce Dělnické strany sociální spravedlnosti do Poslanecké sněmovny Parlamentu České republiky. Strana Moravané se však od její kandidatury distancovala,Ovčačíková totiž k 1.4.2010 přestala být členkou strany, nezaplacením členských příspěvků. Vydávání se za členku strany považovala strana Moravané za záměrné zneužití a poškození svého jména. Na podzim 2010 kandidovala do městského zastupitelstva Olomouce za Republikánskou stranu Čech, Moravy a Slezska. a opět nepravdivě uváděla, že je členkou strany Moravané. V krajských volbách 2012 kandidovala jako leadr kandidátky Dělnické strany sociální spravedlnosti v Olomouckém kraji, a uvádí, že je bez politické příslušnosti.  A za tuto stranu kandidovala i o rok později v parlamentních volbách 2013. V dalších volbách tj. komunální volby v Olomouci roku 2014 opět změnila politickou formaci, tentokrát kandidovala jako nestraník za Republikánskou stranu Čech, Moravy a Slezska. 
Od roku 2005 byla prezidentkou Moravského národního kongresu. Ve funkci ji roku 2013 nahradil Josef Pecl.

## Tvorba
- Staré pověsti moravské (Olomouc 2001)
- Odhalené mystérium (2003)
- Pověsti velkomoravské (Olomouc 2003)
- Zločiny a tresty středověku (Olomouc 2003)
- Pověsti staré Moravy (Bruntál 2007)
- Buchlovský soudce (Bruntál 2010)